# 椎名碧流
椎名碧流（日语：／ Shiina Hekiru，1974年3月12日—），日本女性配音員、歌手。出身於東京都。身高152cm。A型血。

## 簡介
VOICE KIT所屬，以前經歷ARTSVISION，日本播音演技研究所畢業。
為人熟悉的代表作品有動畫《淘氣貓 喵喵三丁目》的桃、《偶像防衛隊》的取石水無、《魔法騎士雷阿斯》的獅堂光、《YAT安心！宇宙旅行》的天上院桂、《橫濱購物紀行》的初瀨野阿爾法、《米花兔》花兔、《獸爪》的上月由香、《地獄少女 三鼎》的山童、《妄想學生會》的轟寧寧、《槍彈辯駁》的賽蕾絲媞亞·魯丁貝魯格及《少女與戰車》的蝶野亞美；遊戲《兵蜂》系列的帕斯德爾等。

### 來歷
1991年
- 從日本播音演技研究所主辦的第6期特待生試鏡會中合格。同年，與同研究所的3名女性在籍者組成4人聲優偶像團體「Cristal A」（成員包含手塚千春、藤野薰、矢澤）在配音業界出道。

1992年
- 參加由角川書店、Sony Music Records聯手舉辦的OVA《精靈使（日语：精霊使い）》女主角試鏡會獲得拔擢，同時從「Cristal A」退團。出道作是1991年10月發行的廣播劇CD《花之飛鳥組！（日语：花のあすか組!）》（飾演雲雀）。

1993年
- 正式成為經紀公司ARTSVISION所屬。加入之後的首部配音作品是《偶像防衛隊》的取石水無。

1997年
- 4月5日，於日本職棒太平洋聯盟公開賽「日本火腿鬥士對決千葉羅德海洋」（比賽地點在東京巨蛋）擔任開球嘉賓[注 1]。同時，擔任球隊吉祥物「君」的配音（至2000年為止）。
- 4度在2月17日、1998年2月2日、1999年2月8日、2000年3月27日發行的《Oricon Week The Ichiban》選為封面人物[注 2]。

2002年
- 6月，首次在真人電影《月》主演。

2008年
- 11月，首次在商業舞台劇「歌謠劇場『彈珠汽水』」參演。

2014年
- 11月8日，於自己的官方網站宣布結婚的消息，對象是圈外人士[3]。

2021年
- 2月1日。離開所屬長達28年的ARTSVISION[4]。現在是VOICE KIT所屬[1][4]。

### 人物
其藝名取自於成語漢字的「碧流」，再經由椎名她自己把它轉化成平假名。因此中文的正式譯名為「椎名碧流」。
官方後援會的名稱是「4179*LOVE」（即「椎名粉絲團（しいなくらぶ）的日文發音」）。此外，同業同行間島淳司也表示以前是椎名粉絲團的會員之一。
興趣、特長：旅行、登山、寶物探索、觀察野鳥、騎馬。討厭的事物：與恐怖怪談有關的話題。
據同行尤加奈稱，說她和手塚千春是長年來的好友及夥伴。還有，椎名表示自己是NHK7點新聞平日天氣預報的氣象預報士半井小繪的粉絲。
另外，椎名與在電視動畫《地獄少女 三鼎》共演的後輩佐藤聰美有不錯的交情，所以在自己主持的廣播節目與擔任嘉賓的佐藤常有話題可聊。
椎名她在連載雑誌或者廣播節目表示自己喜歡音樂種類是硬式搖滾·重金屬樂團的音樂等，另外喜歡的樂團有白蛇、BOWWOW、夢劇院、歐洲合唱團、M.S.G.、深紫、歌手有蘭迪·羅茲、狂人安德魯等。

## 音樂活動
1994年
- 8月21日：首張專輯《Shiena（日语：Shiena）》發行，與Sony Artist Development簽下契約，成為Sony Music Records的旗下歌手，正式在歌壇出道。

1995年
- 3月29日：首次在SHIBUYA Egg-man（日语：Shibuya_eggman）舉行個人公開演唱。
- 2月22、23日：於日本武道館舉行公開演唱，也是第一位踏足日本武道館的聲優。
- 8月29日：在朝日電視台系列音樂番組MUSIC STATION出演，也是第一位在本節目出演的聲優。
- 11月21日：於JFN系深夜節目「Deeper Street 」負責企劃一環，與搖滾樂團月之海的鼓手真矢（日语：真矢 (ドラマー)）（負責週三）合作發行單曲《漂流者》。

1998年
- 3月8日：於廣島厚生年金會館（日语：広島市文化交流会館）舉辦她的第100場達成演唱會。

1999年
- 1月21日：第6張《Face to Face（日语：Face to Face (椎名へきるのアルバム)）》發行，並首次登上OriconTOP10的第6名。
- 4月17日：首次以聲優身分在國立代代木競技場第一體育館舉辦現場演唱。

2000年
- 12月31日：於幕張展覽館舉辦她的第200場紀念演唱會。

2002年
- 12月1日：以嘉賓身分出席在日本武道館舉辦的Act Against AIDS（日语：アクト・アゲインスト・エイズ） LIVE 2002 THE VARIETY 10公演。

2006年
- 3月：與樂團TM NETWORK的吉他手、鋼琴手木根尚登（日语：木根尚登）組成雙人音樂組合。
- 7月30日：於Zepp Tokyo舉辦她的第300場達成演唱會。
- 12月23日：首次以聲優身分參加埼玉超級競技場舉辦的活動[注 3]。

2009年
- 6月15日：移籍進入成為大型唱片公司Lantis的旗下歌手[8]。

2011年
- 3月：發生東日本大震災，在受到震災的影響下，採取延後措施將預定4月17日在Zepp Tokyo、5月5日在仙台darwin的公演場次延後到8月同時進行。

2012年
- 10月7日：參加2012 ～Eastern Gale（地點在仙台SUNPLAZA Hall）舉辦的公演演唱。
- 12月14日：椎名在她自己的部落格表示又罹患突發性難聽（日语：突発性難聴）的症狀，並將2013年1月之後的公演場次延期[9][10]。

2014年
- 3月12日，首次在影片分享網站Niconico生放送頻道主持個人節目「偶像聲優「椎名碧流」降臨!! 祝！歌手出道20週年&誕生日特別紀念」，同時從Lantis轉移至日本華納音樂[11]。

### 主要公演
- 日本武道館：2002年－2004年1月1日連續3年舉行公演。
- 東京國際論壇的跨年演唱會：2006年－2011年12月31日連續6年舉行。
- HEKIRU SHIINA BEST LIVE from 1994 to 2000 SUMMER EDITION：2012年8月11日－9月23日，9個會場舉行9次公演。
- HEKIRU SHIINA LIVE TOUR 2013 ～Early Spring～：2013年8月3日－11日（當初預定是在同年1月5日～13日），3個會場舉行3次公演。
- HEKIRU SHIINA LIVE TOUR 2013～2014：2013年12月31日－2014年1月5日，3個會場舉行6次公演。
- HEKIRU SHIINA LIVE 2014 ～20th Anniversary～：2014年12月29日、30日，2個會場舉行2次公演。
- 椎名 ～毎月～：2015年8月－，1日2次公演，晴れたら空に豆まいて（東京·代官山）
2015年12月31日在舉行第2次現場演唱。
2016年1月、2月休止。

## 音樂作品

### 單曲
1995年3月發行的第1張單曲至2000年10月發行的第17張單曲後來在2004年9月29日以12cm單曲規格再發盤。
| 枚數 | 發行日期       | 單曲名稱（日文名稱）                     | 規格編號     | 備註                  | 最高排名 |
| ---- | -------------- | ---------------------------------------- | ------------ | --------------------- | -------- |
| 1st  | 1995年3月8日   | 難過的笑臉（）                           | SRDL-3977    |                       | 第59名   |
| 2nd  | 1995年9月1日   | LUCKY DAY（DAY）                         | SRCL-5812    |                       | 第38名   |
| 3rd  | 1996年4月1日   | 目覚男                                   | SRCL-5813    |                       | 第20名   |
| 4th  | 1996年7月1日   | 空                                       | SRCL-5814    |                       | 第24名   |
| 5th  | 1996年11月21日 | 不行呦！不行呦！不行呦!!（だめよ！だめよ！だめよ!!）             | SRCL-5815    |                       | 第28名   |
| 6th  | 1996年12月12日 | 色褪瞬間                                 | SRCL-5816    |                       | 第24名   |
| 7th  | 1997年4月21日  | MOON LIGHT                               | SRCL-5817    |                       | 第38名   |
| 8th  | 1997年7月21日  | 有風吹的小山丘（）                       | SRCL-5818    |                       | 第30名   |
| 9th  | 1998年1月21日  | Graduater（Graduater ～～）              | SRCL-5819    |                       | 第20名   |
| 10th | 1998年6月20日  | 抱                                       | SRCL-5820    | 擔任作詞              | 第22名   |
| 11th | 1998年11月26日 | 在這世上最重要的東西（世一番大切）       | SRCL-5821    |                       | 第15名   |
| 12th | 1999年4月29日  | Everlasting Train -終旅人-               | SRCL-5822    | 擔任作詞              | 第15名   |
| 13th | 1999年8月4日   | -赤華- You're gonna change to the flower | SRCL-5823    | 擔任作詞              | 第14名   |
| 14th | 2000年1月26日  | BESIDE YOU                               | SRCL-4737    |                       | 第29名   |
| 15th | 2000年5月24日  | live to love -少早逢-                    | SRCL-4834    |                       | 第22名   |
| 16th | 2000年7月19日  | 重要的一頁（大切）                       | SRCL-5824    |                       | 第34名   |
| 17th | 2000年10月12日 | 知果                                     | SRCL-5825    |                       | 第24名   |
| 18th | 2001年1月11日  | Love Graduation                          | SRCL-4979    |                       | 第16名   |
| 19th | 2001年6月6日   | 愛                                       | SRCL-5087    |                       | 第23名   |
| 20th | 2001年8月22日  | Jungle Life                              | SRCL-5136    |                       | 第20名   |
| 21st | 2001年9月19日  |                                          | SRCL-5150    |                       | 第16名   |
| 22nd | 2001年10月24日 | 沉睡森林                                 | SRCL-5151    |                       | 第24名   |
| 23rd | 2001年11月21日 | 無法消失的明天（消）                     | SRCL-5152    |                       | 第32名   |
| 24th | 2002年5月22日  | MOTTO                                    | SRCL-5345    |                       | 第29名   |
| 25th | 2002年8月21日  | LOVE TOMORROW                            | SRCL-5417    |                       | 第21名   |
| 26th | 2003年1月1日   | believe                                  | SRCL-5519    | 擔任作詞              | 第38名   |
| 27th | 2003年6月18日  | PROUD OF YOU                             | SRCL-5793    |                       | 第21名   |
| 28th | 2003年11月19日 | Stand By！（スタンバイ！）                           | SRCL-5619    | 擔任作詞              | 第23名   |
| 29th | 2003年12月26日 | Color                                    | SRCL-5630    | 擔任作詞、作曲        | 第20名   |
| 30th | 2004年3月10日  | Reverence（レヴェランス）                            | SRCL-5654    |                       | 第20名   |
| 31st | 2004年8月18日  | Memories（メモリーズ）                             | SRCL-5779/80 | 擔任作詞              | 第25名   |
| 32nd | 2004年10月27日 | Love Jet-coaster（ラヴ·ジェットコースター）                     | SRCL-5835/6  |                       | 第31名   |
| 33rd | 2005年2月9日   | 旅程之歌（旅立）                         | SRCL-5868/9  | 擔任作詞              | 第36名   |
| 34th | 2005年6月8日   | 熱風                                     | SRCL-5915/6  |                       | 第36名   |
| 35th | 2006年5月31日  | Power Of Love/Reborn ～女生～            | SRCL-6274    |                       | 第45名   |
| 36th | 2007年1月24日  | Eternal Circle                           | SRCL-6471/2  |                       | 第51名   |
| 37th | 2010年1月27日  | Let Me Say YEAH!!!!                      | LACM-4694    |                       | 第57名   |
| 38th | 2010年6月23日  | 等到明天                                 | LACM-4726    | 作詞：椎名碧流&廣保宣 | 第47名   |
| 39th | 2010年7月21日  | 長夢（長夢）                             | LACM-4731    |                       | 第55名   |
| 40th | 2011年4月27日  | Smash Up!!                               | LACM-4802    |                       | 第66名   |
| 41st | 2011年12月21日 | wonderful days                           | LACM-4891    |                       | 第77名   |
| 42nd | 2012年7月25日  | Miracle Blue                             | LACM-4962    |                       | 第76名   |
| 43rd | 2012年12月26日 | 剎·那（セ·ツ·ナ）                                | LACM-14043   | 作詞：椎名碧流&真崎修 | 第56名   |
| 44th | 2014年12月29日 | Hello Goodbye                            | WQCQ-607     |                       | 第199名  |

### 專輯

#### 原創專輯
| 枚數 | 發行日期       | 標題             | 規格編號    | 規格編號   | 最高排名 |
| 枚數 | 發行日期       | 標題             | 初回限定盤  | 通常盤     | 最高排名 |
| ---- | -------------- | ---------------- | ----------- | ---------- | -------- |
| 1st  | 1994年8月21日  | Shiena           | -           | SRCL-2939  | 第83名   |
| 2nd  | 1995年4月1日   | Respiration      | -           | SRCL-3196  | 第28名   |
| 3rd  | 1995年10月1日  | No Make Girl     | -           | SRCL-3338  | 第22名   |
| 4th  | 1996年12月12日 | with a will      | -           | SRCL-3738  | 第12名   |
| 5th  | 1998年2月1日   | Baby blue eyes   | -           | SRCL-4179  | 第13名   |
| 6th  | 1999年1月21日  | Face to Face     | -           | SRCL-4452  | 第6名    |
| 7th  | 2000年3月8日   | RIGHT BESIDE YOU | -           | SRCL-4784  | 第19名   |
| 8th  | 2001年2月7日   | PRECIOUS GARDEN  | -           | SRCL-4987  | 第11名   |
| 9th  | 2002年3月13日  | Sadistic Pink    | SRCL-5153   | SRCL-5297  | 第19名   |
| 10th | 2003年3月12日  | 10 Carat         | SRCL-5540/1 | SRCL-5542  | 第21名   |
| 11th | 2004年4月7日   | Wings of Time    | -           | SRCL-5710  | 第29名   |
| 12th | 2005年6月22日  | Clear Sky        | SRCL-5923/4 | SRCL-5925  | 第27名   |
| 13th | 2007年2月21日  | Rockin' for Love | SRCL-6487/8 | SRCL-6489  | 第50名   |
| 14th | 2009年8月12日  | Rock Rose        | -           | LACA-5947  | 第36名   |
| 15th | 2010年12月22日 | for you          | -           | LACA-15067 | 第91名   |
| 16th | 2013年5月22日  | Ermitage         | -           | LACA-15298 | 第55名   |

#### 精選專輯
| 枚數 | 發行日期       | 專輯名稱                                                 | 規格編號    | 規格編號    | 最高名次 |
| 枚數 | 發行日期       | 專輯名稱                                                 | 初回限定盤  | 通常盤      | 最高名次 |
| ---- | -------------- | -------------------------------------------------------- | ----------- | ----------- | -------- |
| 1st  | 2000年3月8日   | b-side you ～B-SIDE COLLECTION～                         | -           | SRCL-4785   | 第24名   |
| 2nd  | 2008年3月12日  | Best！ ～Single Collection～                             | SRCL-6771/3 | SRCL-6774/5 | 第41名   |
| 3rd  | 2011年4月6日   | GOLDEN☆BEST 椎名碧流 ～On Animation&Game Soundtracks～   | -           | MHCL-1868   | 第122名  |
| 4th  | 2012年12月26日 | HEKIRU SHIINA single,coupling & backing tracks 1995-2000 | -           | MHCL-2190/2 | 第216名  |

### PV
| 枚數 | 發行日期       | 標題                                            |
| ---- | -------------- | ----------------------------------------------- |
| 1    | 1995年5月1日   | Hequil I                                        |
| 2    | 1995年10月21日 | STARTING LEGEND DASH                            |
| 3    | 1997年1月22日  | STARTING LEGEND'96 SUMMER SPECIAL               |
| 4    | 1997年3月21日  | Hequil II                                       |
| 5    | 1998年3月21日  | LEGEND 1997                                     |
| 6    | 1999年2月20日  | LEGEND 1998 Side A                              |
| 7    | 1999年3月20日  | LEGEND 1998 Side B                              |
| 8    | 1999年7月23日  | Hequil III                                      |
| 9    | 1999年11月20日 | STARTING LEGEND 1999 Face to Face “Version 417” |
| 10   | 2000年9月20日  | Hequil IV                                       |
| 11   | 2002年2月14日  | STARTING LEGEND 2001 ～PRECIOUS GARDEN～        |
| 12   | 2002年5月      | 月 幕後花絮影像                                 |
| 13   | 2002年10月23日 | Hequil V                                        |
| 14   | 2004年4月30日  | 月                                              |

### 影像CD
| 枚數 | 發行日期       | 標題                 |
| ---- | -------------- | -------------------- |
| 1    | 1995年11月22日 | Hequil I on VIDEO CD |

### DVD
| 枚數 | 發行日期       | 標題                                                                  |
| ---- | -------------- | --------------------------------------------------------------------- |
| 1    | 1998年5月30日  | LEGEND 1997                                                           |
| 2    | 1999年4月1日   | LEGEND 1998 Side A ～Special Edition for DVD                          |
| 3    | 1999年4月1日   | LEGEND 1998 Side B ～Special Edition for DVD                          |
| 4    | 1999年7月23日  | Hequil III                                                            |
| 5    | 1999年11月20日 | STARTING LEGEND 1999 Face to Face “Version 417”                       |
| 6    | 2000年12月20日 | Hekiru Shiina Millennium Edition 1995－2000                           |
| 7    | 2000年9月20日  | Hequil IV                                                             |
| 8    | 2002年2月14日  | STARTING LEGEND 2001 ～PRECIOUS GARDEN～                              |
| 9    | 2002年10月23日 | Hequil V                                                              |
| 10   | 2003年6月18日  | Hekiru Shiina Tour '02-'03 ～believe～ 2003.1.1 @日本武道館           |
| 11   | 2004年4月30日  | 月（由椎名本人參演的電影）                                            |
| 12   | 2004年6月30日  | Hekiru Shiina 10th Anniversary Tour version BEST 2004.1.1 @日本武道館 |
| 13   | 2004年12月1日  | Hequil VI                                                             |

### 商業搭配
| 樂曲                                     | 商業搭配                                           | 年份   |
| ---------------------------------------- | -------------------------------------------------- | ------ |
| 天使東                                   | 新潟商業專科學校 廣告歌曲                          | 1994年 |
| 星空                                     | PS遊戲《PAL 神犬傳說》主題歌曲                     | 1996年 |
| 不行呦！不行呦！不行呦!!                 | 電視動畫《YAT安心！宇宙旅行》第1期前半季片尾主題曲 | 1996年 |
| MOON LIGHT                               | 電視動畫《YAT安心！宇宙旅行》第1期後半季片尾主題曲 | 1997年 |
| 風吹丘                                   | 朝日電視台人道綜藝節目《目擊！DQN》片尾主題曲      | 1997年 |
| 純                                       | 電視動畫《YAT安心！宇宙旅行》第2期片尾主題曲       | 1998年 |
| 世一番大切                               | 日本電視台《》片尾主題曲                           | 1998年 |
|                                          | 學研「My Coach」廣告歌曲                           | 1999年 |
| Everlasting Train -終旅人-               | 電視動畫《伊甸少年》前半季片尾主題曲               | 1999年 |
| -赤華- You're gonna change to the flower | 電視動畫《伊甸少年》後半季片尾主題曲               | 1999年 |
| Love Graduation                          | TBS情報綜藝節目《排名王國》片頭主題曲              | 2001年 |
| 眠森                                     | 朝日電視台人道綜藝節目《目擊！DQN》片尾主題曲      | 2001年 |
| Future Star                              | TBS動物主題綜藝節目《動物異想天開！》片尾主題曲    | 2002年 |
| Love Your Name                           | 電影《月》形象歌曲                                 | 2002年 |
| believe                                  | TBS情報綜藝節目《排名王國》片頭主題曲              | 2003年 |
| PROUD OF YOU                             | PS2遊戲《R-TYPE FINAL》主題歌曲                    | 2003年 |
| PROUD OF YOU                             | PS2遊戲《R-TYPE FINAL》廣告歌曲                    | 2003年 |
| ♡                                        | 廣播節目《碧流、淳司 NATURE》片頭&片尾主題曲       | 2007年 |
| Unknown colors                           | 廣播節目《碧流、淳司 NATURE》片頭&片尾主題曲       | 2009年 |
| Smash Up!!                               | 電視動畫《卡片鬥爭!! 先導者》片尾主題曲            | 2011年 |

### 角色歌曲
1995年
- 魔法騎士雷阿斯 形象歌曲 莫歌拿的畫圖歌（日语：魔法騎士レイアース イメージソング#モコナの絵かきうた）（3月25日）
- 魔法騎士雷阿斯 形象歌曲 少女們啊，要胸懷大志啊！（日语：魔法騎士レイアース イメージソング#少女よ、大志を抱け!）（7月15日）
- 魔法騎士雷阿斯 形象歌曲 莫歌拿的PPPNP（日语：魔法騎士レイアース イメージソング#モコナ音頭でぷぷぷのぷ）（7月26日）
- 魔法騎士雷阿斯 Original Song Book（日语：魔法騎士レイアース Original Song Book）（9月20日）
- 魔法騎士雷阿斯 形象歌曲 聖夜的天使們（日语：魔法騎士レイアース イメージソング#聖夜の天使たち）（12月1日）

1996年
- 魔法騎士雷阿斯 Original Song Book 2（日语：魔法騎士レイアース Original Song Book#VOL.2）（1月1日）

1997年
- 魔法騎士雷阿斯 Best Song Book（日语：魔法騎士レイアース Best Song Book）（1月10日）
- With Rayearth（日语：With Rayearth）（11月24日）
- 魔法騎士雷阿斯 EXTRA 獅堂光特別篇（日语：魔法騎士レイアース EXTRA#獅堂光スペシャル）（12月17日）
- 魔法騎士雷阿斯 EXTRA 莫歌拿特別篇（日语：魔法騎士レイアース EXTRA#モコナスペシャル）（12月17日）

## 演出
粗體字表示主要角色。

### 電視動畫
1993年
- 麵包超人（裘蒂）
- 淘氣貓 喵喵三丁目（桃）
- Miracle☆Grils（少女B）

1994年
- 淘氣貓 喵喵三丁目 (第2期)（桃）
- 魔法騎士雷阿斯（獅堂光[12]）
- DNA²（高梨琴美）

1995年
- 墮落三人組 楠屋敷的咕嚕咕嚕大人（日语：ズッコケ三人組#『ズッコケ三人組 楠屋敷のグルグル様』）（優香）

1996年
- 少年桑塔的大冒險（日语：サンタクロースの冒険#テレビアニメ）（布林奇）
- YAT安心！宇宙旅行（日语：YAT安心!宇宙旅行）（天上院桂）

1998年
- YAT安心！宇宙旅行（天上院桂）
- 魔術士歐菲（多進）

1999年
- 伊甸少年（艾莉希絲、席達）
- 魔術士歐菲 Revenge（多進）

2000年
- 無敵王Trizenon（日语：無敵王トライゼノン）（甲斐童夢）

2002年
- 盜賊王JING（菲諾·庫奧特[13]）

2003年
- 偵探學園Q（栗田禮香）

2006年
- 米花兔（日语：ウサハナ）（花兔）
- 獸爪（日语：ケモノヅメ）（上月由香）
- 純愛手札 Only Love（若竹遥）

2008年
- 地獄少女 三鼎（山童）
- 秘密 ～The Revelation～（沖名潤）

2010年
- 妄想學生會（轟寧寧）
- 瑪爾塔的冒險（瑪爾塔）[注 4]

2011年
- UN-GO（佐佐光子）

2012年
- 翡翠森林狼與羊 ～秘密的朋友～（皮皮）
- 少女與戰車（蝶野亞美[14]）

2013年
- 槍彈辯駁 希望學園與絕望高中生 The Animation（賽蕾絲媞亞·魯丁貝魯格[15][16]）

2014年
- 妄想學生會＊（轟寧寧）
- 金田一少年之事件簿R（深森螢）
- 名偵探柯南（橘美月）

2017年
- 地獄少女 宵伽（山童[17]）
- LoveLive！Sunshine!! (第2期)（津島善子的母親）
- 如果有妹妹就好了。（鮫島芽瑠）

2019年
- （藤澤美子）
- Star☆Twinkle 光之美少女（香久矢滿佳[18]）
- 非洲的動物上班族（河童）

2021年
- 工作細胞BLACK（巨噬細胞）

2022年
- 通靈王 (2021年版)（拉瑟福）
- 朋友遊戲（友一的母親）
- POP TEAM EPIC（第2期）（PIPI美〈第6話A段〉）

2023年
- AYAKA -綾島奇譚-（御魂[19]）
- 幻日夜羽 -鏡中暉光-（夜羽的母親[20]）
- BanG Dream! It's MyGO!!!!!（爽世的母親）
- 某大叔的VRMMO活動記（GM）

2024年
- 通靈王 FLOWERS[[[Wikipedia:格式手册/链接#章節|錨點失效]]]（拉瑟福）
- 夜晚的水母不會游泳（保奈美店長[21]）

### 電影動畫
1993年
- 淘氣貓 喵喵三丁目：求求你！幫忙找小桃!!（桃）

1997年
- 森林大帝（露奇歐[22]）

2001年
- 犬夜叉：跨越時代的思念（瑠璃[23]）

2015年
- 少女與戰車 劇場版（蝶野亞美）

2017年
- 劇場版 妄想學生會（轟寧寧）

2019年
- 淘氣貓 喵喵三丁目：圓圓與不可思議的石像（桃[24]）

### OVA
1993年
- 偶像防衛隊（取石水無）
- 超音戰士Borgman 2 -新世紀2058-（薩拉·庫瑞瑟）
- 加油洛克人 地震用心·火之用心（洛克人）

1994年
- 湘南純愛組！（伊藤唯）
- 誕生 ～Debut～（日语：誕生 〜Debut〜）（相田幸子）
- BOUNTY DOG/獵殺月球（日语：BOUNTY DOG/月面のイブ）（伊奈絲[25]）
- Plastic Little（日语：プラスチックリトル）（依莉絲·阿爾特·驀地修）
- MINKY MOMO IN 旅程之站（日语：魔法のプリンセス ミンキーモモ）（少女）

1995年
- 真·女神轉生 東京默示錄（涉澤京子）
- 精靈使（日语：精霊使い）（麻美）
- DNA²（高梨琴美）
- 秘境探險法姆&依莉（日语：秘境探検ファム&イーリー）（法姆）
- 美幸夢遊仙境（日语：不思議の国の美幸ちゃん）（扉女）
- 女神天國（日语：女神天国）（露露貝露）

1996年
- 音速小子（日语：ソニック・ザ・ヘッジホッグ (OVA)）（泰爾斯）
- 特務戰隊Shinesman（日语：特務戦隊シャインズマン）（席娜·海奇輪輪公主）

1997年
- 魔法騎士雷阿斯（獅堂光）

1998年
- 橫濱購物紀行（初瀨野阿爾法）

1999年
- 兵蜂PARADISE（帕斯德爾）

2002年
- 橫濱購物紀行 -Quiet Country Cafe-（初瀨野阿爾法）
- 洛克人 向星星許願（洛克人）

2004年
- 盜賊王JING in Seventh Heaven（菲諾·庫奧特）

2010年
- 歸來的妄想學生會（轟寧寧）

2014年
- 少女與戰車「這才是真正的安齊奧之戰！」（蝶野亞美）
- 妄想學生會＊（轟寧寧）[注 5]

### 遊戲
1992年
- 秘密的花園（日语：秘密の花園 (ゲーム)）（都築伊萬里）

1993年
- 機裝魯加（日语：機装ルーガ）（法瑞）
- 電腦天使（日语：電脳天使）（艾因德貝爾·德內布拉·雷古勒斯）[注 6]

1994年
- 大盜五右衛門3 獅子重祿兵衛的萬字固機關（日语：がんばれゴエモン3 獅子重禄兵衛のからくり卍固め）
- KO世紀三獸士 ～蓋亞復活 完結篇～（テンシコ）
- 兵蜂對戰益智球（帕斯德爾）
- 初戀物語（エインデベル·デネボーラ·レグルス、城島理紗）
- （艾爾菲娜·基朗堤）[注 7]

1995年
- 風之傳說世外桃源II（日语：風の伝説ザナドゥ）（梅爾堤娜）
- 遊戲天國（桃子）
- 兵蜂呀呼！在不可思議的國家大受歡迎！（日语：ツインビーヤッホー! ふしぎの国で大あばれ!!）（帕斯德爾）
- 魔法騎士雷阿斯（獅堂光）
- 洛克人 ～THE POWER BATTLE～（洛克人）

1996年
- 亞克傳承II（薩妮艾瑞·艾爾諾·海·德巴奇·米爾瑪〈薩妮雅〉）
- Variable Geo（日语：ヴァリアブル・ジオ）（增田千穗）[注 8]
- 戀愛物語（日语：エーベルージュ）（諾依修·阿爾瑪菲）[注 9]
- GO！GO！BIRDIE CHANCE（高木美由紀）[注 10]
- 刀魂（成美那）[注 11]
- Sword and Sorcery（日语：ソードアンドソーサリー）（米米娜加）
- 魔城戮戰FX（艾莉娜）
- 夢幻模擬戰3（日语：ラングリッサーIII）（里法妮）
- 洛克人2 ～THE POWER BATTLE～（洛克人）

1997年
- OUT LIVE ～Be Eliminate Yesterday～（艾莉絲·索馬茲）
- 惡魔城X 月下夜想曲（楊格·瑪莉亞·拉奈德、 妖精、半妖精）
- 魔城戮戰 ～四個封印～（艾莉娜）
- 美少女夢工場 夢幻妖精（烏茲）

1998年
- AZITO2（神谷五月）
- 兵蜂RPG（日语：ツインビーRPG）（帕斯德爾）
- 初戀物語（城島理紗）

2000年
- Sorcerous Stabber ORPHEN 魔術士歐菲（多進）

2003年
- 霸天開拓史 永恆之翼與失落之海（梅菲）

2009年
- 地獄少女 澪緣（山童）

2010年
- 槍彈辯駁 希望學園與絕望高中生（賽蕾絲媞亞·魯丁貝魯格）
- uni.（日语：uni.）（喜多惠實）

2011年
- 做個偶像吧（梧桐蘭）
- 少女瘋狂大射擊 Excellent！（日语：オトメディウス エクセレント!）（帕斯德爾）
- 美夢俱樂部ZERO（日语：ドリームクラブ）（遙華）
- 美夢俱樂部ZERO 攜帶版（遙華）

2012年
- 少女☆射擊（春野蕾）[注 12]
- 學校閃耀生活SP★the wonder years（天條寺可憐）[注 13]
- 麻將★美夢俱樂部（遙華）

2013年
- 幻獸姬（法夫納）
- 槍彈辯駁1・2 Reload（賽蕾絲媞亞·魯丁貝魯格）
- 美夢俱樂部ZERO Special Edipyon！（遙華[26]）

2014年
- 偶像魔法少女☆小滿（[27]）
- 我家公主最可愛（朱雀姬·炎·美珠）
- （菜摘[28]）
- 擂台☆夢想（日语：リング☆ドリーム 女子プロレス大戦）（崔爾喜森近）

2015年
- 少女射擊 DOUBLE PEACE（春野蕾[29]）
- （[30]、[31]）

2016年
- 鋼彈創壞者3（日语：ガンダムブレイカー3）（[32]）
- 黑玫瑰嫌疑人（莎拉）
- Heaven×Inferno（拉法艾露[33]）

2018年
- 哥德系魔法少女 ～快和我訂下契約！ ～（獅堂光[34]）

2019年
- 超級機器人大戰T（獅堂光）
- 轟炸少女（日语：ボンバーガール (ゲーム)）（帕斯德爾）

### 外語配音

#### 電影
- 愛妳給他死（英语：All the Boys Love Mandy Lane）（Marlin〈Melissa Price〉）
- 我愛貝克漢（Jesminder Kaur "Jess" Bhamra〈Parminder Nagra〉）
- 殭屍道長（サウ）

#### 電視影集
- 家有阿福（Tiffany〈Keri Houlihan〉[注 14]
- 警察世家（Laura）[注 15]
- 急診室的春天 (第15季)（Meredith）[注 16]
- 重返犯罪現場（Samantha）

### 廣播劇CD
- 花之飛鳥組！（日语：花のあすか組!#ドラマCD1）（1991年－1992年，雲雀）全2枚
- （小孩）
- CANCAN BUNNY EXTRA SWATTYSPECIAL（史瓦堤）
- 形象專輯
- CAROL-K ～Graduater～（日语：CAROL (アニメ)）（品川京呼）
- CD廣播劇 ANIMAGA PARADIS PARADISE增刊號
- 精靈使（日语：精霊使い） ～虛構殘像～ 1、2（1993年，千燁）
- 精靈使 mega D style（1994年，千燁）
- 電腦天使（日语：電脳天使デジタルアンジュ）（艾因德貝爾·德內布拉·雷古勒斯）
- 蓬萊學園的初戀（日语：蓬莱学園#CD）（女孩子）
- 女神天國廣播講座（日语：女神天国#OVA）（露露貝露）
- 數碼故事 紺碧艦隊（綾）
- Popful Mail Paradise（日语：ぽっぷるメイル#ドラマCD/ラジオドラマ）（科姆）
- Popful Mail The Next Generation（日语：ぽっぷるメイル#ドラマCD/ラジオドラマ）（科姆）
- TARAKO PAPPARA PARADISE（科姆、梅爾堤娜）
- FALCOM SPECIAL BOX（日语：ファルコムスペシャルBOX）'95 CD廣播劇 （梅爾堤娜）
- 風之傳說世外桃源II 女主角們的生日（日语：風の伝説ザナドゥ）（梅爾堤娜）
- 原聲帶 惡魔城X 月下夜想曲（妖精之歌）
- Innocent Size（日语：イノセント・サイズ）（九鬼沙彌佳）
- Quo Vadis（艾莉西亞·波特曼）
- 橫濱購物紀行（初瀨野阿爾法）
- 塞爾瑪詩集（英语：Selma Meerbaum-Eisinger）（塞爾瑪）
- Anime店長「護貝卡片娘。」、「第一次當Anime店長」（日语：アニメ店長）（雅宰伊佐美）
- 女孩萬歲（曆）
- 星戀傳說「黃金沙漠王」（日语：アナトゥール星伝）（鈴木結奈）
- 圍屏之國（日语：目隠しの国）（大塚奏）
- 純愛手札 Only Love ExtraStory「心跳之雪」（日语：ときめきメモリアル Only Love サウンドアルバム）（若竹遙）
- CD  主題歌大全集（超人力霸王公司（日语：ウルトラマンカンパニー）主題歌）
- P.S.3桑（日语：P.S.すりーさん）
- CD廣播劇 獏-BAKU- 第三幕（菲爾姆）
- CD廣播劇 uni.（日语：uni.）「初音島學生風紀聯盟 美麗星空奮鬥記」（喜多惠實）
- 豔漢（2011年，山田光路郎〈幼少時期〉、貓女 等）
- CD廣播劇 （如月菖蒲）
- 少女與戰車 廣播劇CD4 月刊戰車道CD（蝶野亞美）
- 少女與戰車 DEEP PANZER CD（蝶野亞美）

### 廣播節目
※記號表示網路廣播。
- 偶像防衛隊情報局（廣播節目「NON子與NOBI太的Anime Scramble（日语：ノン子とのび太のアニメスクランブル）」內的單元，播出時間不詳，文化放送）
- 兵蜂PARADISE（1993年－1994年，文化放送）不定期出演
- 兵蜂PARADISE2（1994年－1995年，文化放送）不定期出演
- ☆radio（1995年－1995年，大阪放送）
  - （席娜·海奇輪輪公主）
  - 現場直播（日语：1314 V-STATION）（1995年）
- SOMETHING DREAMS 多媒體倒數計時（日语：SOMETHING DREAMS マルチメディアカウントダウン）（1995年－1998年，文化放送製作、關西電台等台）
- HOLY Shine In Naked（1995年－1997年，NACK5（日语：エフエムナックファイブ）等台〈NACK5之外播出時標題名為「Shine in Naked」〉）
  - CAROL-K（日语：CAROL 〜A DAY IN A GIRL'S LIFE 1991〜）（品川京呼）
  - 橫濱購物紀行（初瀨野阿爾法）
- 椎名碧流的微笑素顏。（日语：椎名へきるのすっぴんすまいる。）（1995年10月9日－1998年10月2日，TBS廣播等台）
- 兵蜂PARADISE3（1996年－1997年，文化放送）不定期演出
- G1 Grouper（日语：G1 Grouper）（1997年－1997年，JFN製作、TOKYO FM等台）
  - Studio LIVE（1997年）
- 角川電波Magazine（1997年－1998年，JFN製作、TOKYO FM等台）
- 椎名碧流的DEEPER STREET（日语：DEEPER STREET）（1997年－1998年，JFN製作、TOKYO FM等台）
- KADOKAWA電波Magazine「★」（1998年－1999年，JFN製作、TOKYO FM等台）
- 廣播黃金時代（日语：ラジオ黄金時代）「椎名碧流的戀愛腦波」（1999年－2000年，JFN製作、TOKYO FM等台）
- 我們來幫XXX配音吧（日语：オレたちやってま〜す）（1999年－2002年，MBS電台）
- RADIO BBS（2000年，TOKYO FM）
- 椎名碧流 PRECIOUS GARDEN（日语：椎名へきる PRECIOUS GARDEN）（2000年－2006年，JFN製作、TOKYO FM等台）
- 椎名碧流 想聽電台（日语：椎名へきる みたいラジオ）（2006年－現在，TOKYO FM）
- FACE TWO FACE（2006年10月2日－2011年12月31日，JFN製作）※
- 碧流、淳司 NATURE（日语：へきる、淳司 NATURE）（2007年－2011年，FM-FUJI（日语：エフエム富士）製作、東海電台等台）
- （2014年，animateTV（日语：アニメイトTV））※

### 真人電影
- 月（2002年）－女

### 舞台
- 音樂劇
歌謠劇場「彈珠汽水」～夢之途中篇～（2008年11月16日－24日）－里子
少女☆歌劇Revue Starlight -The LIVE- #1（2017年9月22日－24日、2018年1月6日－8日 (revival)、AiiA2.5 Theater Tokyo（日语：アイアシアタートーキョー））－走駝紗羽
- 演劇
劇團岸野組「仕事承 仕事 ～若～」（2013年5月18日－23日，六本木俳優座劇場（日语：俳優座劇場））－小夏（一人飾演兩角）
劇團岸野組「傳六捕物帖 KOI / KATAKI」（2015年10月18日－25日，下北澤本多劇場（日语：本多劇場），另外僅在10日22日改成特別參演）
劇團Q「無限之住人」（2016年2月11日－17日，全勞Hall SPACE ZERO（日语：スペース・ゼロ））－葉矢（友情參演）

### 廣告
- 電視廣告「新潟經濟專科學校（日语：新潟ビジネス専門学校）」（由本人參演）
- 電視廣告「生活創庫」（由本人參演）
- 電視廣告「最终幻想XI」（由本人參演）
- 電台廣告「日本播音演技研究所」
- 電視廣告「食品 酒盗（日语：酒盗）」（旁白）

### 柏青哥遊戲
- 「兵蜂」（帕斯德爾）
- 『CR地獄少女』（山童）－擔任劇中歌曲「願 祈音」主唱。

### 其它
- 日本火腿鬥士球團吉祥物「君」（幫吉祥物配音，1997年－2000年）
- 日本火腿鬥士開球儀式（1997年）
- 三麗鷗角色「米花兔（日语：ウサハナ）」（花兔）
- SME（1994年－約1995年）
- 影像「It's say you!! 系列」（旁白）
- 姬路科學館天象儀「世界的星空物語」（アトム，2004年5月22日－2005年5月15日首映）
- 柯尼卡美能達·太陽城星光巨蛋「滿天」的首映節目導覽（2007年3月－9月擔任）
- 鹿兒島市立科學館（日语：鹿児島市立科学館）天象儀節目「瑠璃色的訊息」（露莉，2007年4月21日－9月2日首映）
- 東京國立博物館特別展「國寶 土偶展」（擔任館內廣播，於2009年12月15日－2010年2月21日開展）
- DVD「鐵道廢線浪漫 ～風之聲、時之音～」（旁白）
- 電視節目週一Premire！（日语：月曜プレミア!）（旁白，負責2011年2月28日、6月6日的播出集數）
- 「大恐龍展 in 東京鐵塔 -福井縣立恐龍博物館精選-」（擔任館內廣播，於2011年3月19日－6月12日開展）
- 紅魔城傳說II 妖幻的鎮魂歌（西行寺幽幽子）

## 書籍
- 寫真集『plume*plume』（角川書店）1995年3月
- LIVE寫真集『AUDIENCS'S CUT 28 Zepp Live File's』（TOPPAN FORMS（日语：トッパン・フォームズ））2006年7月
- 『STARTING LEGEND』（TOKYO-FM出版）1999年1月
- 『STARTING LEGEND2』（TOKYO-FM出版）2005年1月
- MooK『HEKIRU FILE』（音樂專科社（日语：音楽専科社））2004年7月
- 『HEKIRU FILE 2  2004-2013』（音樂專科社）2013年10月
- 連載雑誌合作『去吧去吧碧兵衛·～II」（《ARENA37℃（日语：ARENA37℃）》、《hm3 SPECIAL（日语：Hm3 SPECIAL）》連載）1997年4月－2008年3月

## 腳註

## 外部連結
- VOICE KIT公式官網的聲優簡介 （页面存档备份，存于） （日語）
- ARTSVISION所屬期間的聲優簡介 （日語）
- 4179＊LOVE （页面存档备份，存于） （日語）－椎名碧流的官方網站。
- 椎名碧流｜日本華納音樂 （页面存档备份，存于） （日語）（2014年起隸屬）
- Lantis web site （页面存档备份，存于） （日語）（2013年為止停止更新）